# Next Big Sound
Next Big Sound (NBS) là công ty có trụ sở tại New York cung cấp các phân tích nhạc trực tuyến. Công ty phân tích mức độ phổ biến về lĩnh vực âm nhạc trên mạng xã hội, straming và radio. Công ty đã được mua lại bởi Pandora Radio vào tháng 5 năm 2015.

## Mô hình kinh doanh
Next Big Sound cho phép người dùng theo dõi lượt đề cập của các nhóm và nghệ sĩ âm nhạc trên một số trang web âm nhạc như Last.fm, MySpace, Facebook, iLike và Twitter. NBS tính toán và vẽ đồ thị từng thống kê theo thời gian và so sánh dữ liệu với dữ liệu của các nhóm tương tự khác. Trang web đã theo dõi dữ liệu này từ tháng 6 năm 2009 và báo cáo phân tích hơn 486.000 băng tần.

## Lịch sử
Công việc kinh doanh phát triển từ một bài tập ở Đại học Northwestern, nơi các nahf sáng lập Samir Rayani (CTO), Alex White (CEO), Jason Sosnovsky (từng thuộc NBS) và David Hoffman (CPO) tham dự. Là một phần của lớp doanh nhân, sinh viên trình bày ý tưởng của mình cho các nhà đầu tư mạo hiểm. Next Big Sound nhận 25.000 đô la tiền tài trợ hạt giống. Mùa hè năm 2009, công ty đã được chọn tham gia chương trình ươm tạo TechStars cho các công ty khởi nghiệp trực tuyến tại Boulder, Colorado. Ngày 1 tháng 6 năm 2012, công ty chuyển trụ sở từ Boulder sang New York City.
Next Big Sound được vinh danh là một trong 10 công ty khởi nghiệp âm nhạc tốt nhất năm 2010 bởi Billboard Magazine và CEO Alex White được vinh danh Billboard's 30 Under 30 executives vào danh sách xem.
Ngày 5 tháng 5 năm 2014, công ty đã công bố một bộ phận mới Next Big Book và hợp tác với Macmillan Publishers. Next Big Sound tăng lên 7,5 triệu đô la từ nguồn quỹ của Foundry Group, IA Ventures cũng nhiều nguồn khác. Ngày 19 tháng 5 năm 2015, Pandora mua lại công ty.